# هوارد كروس
هوارد كروس (بالإنجليزية: Howard Cross)‏ هو لاعب كرة قدم أمريكية أمريكي، ولد في 8 أغسطس 1967 في هنتسفيل في الولايات المتحدة.

## وصلات خارجية
- هوارد كروس على موقع مرجع كرة القدم المحترفة.كوم (الإنجليزية)
- هوارد كروس على موقع قاعة ألاباما للمشاهير الرياضية (مؤرشف) (الإنجليزية)